# Colegiul Național Silvania
Colegiul Național Silvania este o instituție de educație din Zalău.

## Profesori celebri
- Samuel Gyarmathi (1751-1830), profesor de filologie comparată